# Eosentomon solarzi
Eosentomon solarzi är en urinsektsart som beskrevs av Andrzej Szeptycki 1993. Eosentomon solarzi ingår i släktet Eosentomon och familjen trakétrevfotingar. Inga underarter finns listade i Catalogue of Life.